# 新竹國際商業銀行大樓
新竹國際商業銀行大樓，原稱新竹企銀大樓，為渣打國際商業銀行在臺灣新竹市中央路上的商辦大樓。該樓由新竹區中小企業銀行投資建造，李祖原建築師事務所設計，興建時間為1983年5月至1986年12月，地上15層，地下2層，建築面積1580平方公尺。該樓除渣打國際商業銀行自用部分樓層，大部分租予百貨及飯店作為營業場所。曾租予遠東百貨。